# En Samtale
En Samtale er en dansk kortfilm fra 2014 instrueret af Mads Mengel efter eget manuskript.

## Handling
Vennerne Christian og Malthe tager i sommerhus i Sverige, fordi Christian har kærestesorg. Verdenssituationen vendes over øl og fiskeri, men som samtalen skrider frem, må venskabet stå sin prøve, da forskellighederne kommer til udtryk.